# Das Schweigen
Das Schweigen (Original: Tystnaden, Schwedisch „die Stille, die Ruhe, das Schweigen“) ist ein in Schwarzweiß gedrehtes schwedisches Filmdrama von Ingmar Bergman aus dem Jahr 1963.
Dieses Werk Bergmans führte wegen der für die Entstehungszeit offenen Darstellung sexueller Handlungen zu einem der größten Filmskandale der 1960er Jahre und löste eine breite Zensurdebatte aus.

## Handlung
Ester, ihre Schwester Anna und deren etwa 10-jähriger Sohn Johan befinden sich auf der Heimreise nach Schweden. Ester ist sichtlich krank, und sie erleidet einen Zusammenbruch. Die Gruppe unterbricht die Fahrt in der Stadt Timoka, deren Landessprache sie nicht versteht. In Timoka finden Vorbereitungen für einen Krieg statt, Militärfahrzeuge beherrschen das Bild.
Die Frauen mieten ein Zimmer in einem Hotel. Anna läuft durch die fremde Stadt, Ester und Johan allein zurücklassend. Ester versucht Johans Vertrauen zu gewinnen, der aber zurückhaltend bleibt.
In einem Café macht der Kellner Anna Avancen. Später wird Anna in einem Varieté Zeuge, wie ein Paar während der Vorstellung auf den Sitzen kopuliert. Auf Esters drängende Fragen bei ihrer Rückkehr berichtet Anna ihr herausfordernd von ihrer Beobachtung im Kino und von einer anschließenden Begegnung mit dem Kellner, mit dem sie Sex in einer leerstehenden Kirche hatte. Sie kündigt an, sich später erneut mit ihm treffen zu wollen.
Johan wandert allein durch die Hotelhallen und freundet sich vorsichtig mit dem älteren Portier und einer Truppe kleinwüchsiger Artisten an, die ebenfalls im Hotel wohnen. Später sieht er, wie seine Mutter und ihr Liebhaber sich in einem Zimmer einschließen. Während Anna und der Kellner sich umarmen, können sie sich sprachlich nicht verständigen, weil keiner die Sprache des anderen beherrscht. Nach Johans Rückkehr sucht Ester das Zimmer Annas und ihres Begleiters auf. Es kommt zum Streit zwischen den Schwestern; Anna bezichtigt Ester, sie insgeheim zu hassen und ihre Überlegenheitsgefühle an ihr auszulassen, wogegen Ester beteuert, Anna zu lieben. Nachdem Ester den Raum verlassen hat, bricht Anna in Tränen aus.
Am nächsten Morgen hat sich Esters gesundheitlicher Zustand weiter verschlimmert. Während der Portier sich bemüht, ihr zu helfen, kündigt Anna kühl ihre und Johans Weiterreise an. Zum Abschied gibt Ester Johan einen Zettel, auf dem sie ihm einige Worte der fremden Sprache mit Übersetzung aufgeschrieben hat. Im Zug beginnt Johan, den Zettel zu lesen, seine Mutter öffnet das Fenster und beugt sich hinaus in den Regen.

## Hintergrund
Das Schweigen bildet nach Wie in einem Spiegel und Licht im Winter den abschließenden Teil einer Trilogie (auch „Glaubenstrilogie“ genannt). 1969 erklärte Bergman in einem Interview, die Trilogie nicht ursprünglich als solche geplant zu haben. Erst nach Beendigung des dritten Films sei ihm die Einheitlichkeit aller drei Teile aufgefallen.
Bergman schloss die Arbeit am Drehbuch am 18. April 1962 ab. Die Dreharbeiten fanden vom 9. Juli bis 19. September 1962 in den Filmstaden-Studios, Solna, statt. In Schweden startete der Film am 23. September 1963, in der Bundesrepublik Deutschland am 24. Januar 1964. Im deutschen Fernsehen war Das Schweigen erstmals am 25. Mai 1971 ab 22.50 Uhr im ZDF zu sehen.
Deutschland und Schweden zählten zu den wenigen Nationen, in denen Das Schweigen ungekürzt aufgeführt werden konnte. In den USA wurde der Film mit Schnittauflagen freigegeben, in Frankreich wurde er zunächst ganz verboten.
Die Freigabe des Films durch die Freiwillige Selbstkontrolle der Filmwirtschaft (FSK) sorgte für einen Sturm der Entrüstung und massive Proteste. Der Skandal führte zur Gründung der Aktion Saubere Leinwand.
Die breit geführte Zensurdebatte bescherte dem Film einen Skandalerfolg: Allein in der Bundesrepublik Deutschland hatte der Film zehneinhalb Millionen Zuschauer.

## Interpretation
Die Botschaft des Films im abschließenden Brief ist in der fremden Sprache des unbekannten Landes verfasst, erklärende Dialoge gibt es kaum. Dennoch wurde der Film schon früh als „quasi-religiöses Opus“ festgelegt. Dies ist den frühen – laut Hauke Lange-Fuchs eher hilflosen – Interpretationen der ersten Filmkritiker geschuldet. Der deutschen Leihfassung stellten Martin Ripkens und Hans Stempel einen Vorspann mit Ausschnitten aus den vorangegangenen Bergman-Filmen Wie in einem Spiegel und Licht im Winter voran, in denen die Suche nach Gott und dem Sinn des Lebens in der Liebe thematisiert wurden. Zudem wurde ein Text mit der Erklärung eingeblendet, Das Schweigen schildere eine Welt, „in der es Gott nicht mehr gibt. Und eine Welt, in der Gott schweigt, ist die Hölle.“
Maria Bergom Larsson führte aus: „In Das Schweigen wird Gott in Form von Esters totem Vater von der Bergmannschen Bühne getragen.“ Es bleibe nur die Erfahrung der Abwesenheit Gottes, die Sinnlosigkeit und das Schweigen. In Bergmanns eigener Biografie sei das Schweigen Gottes verknüpft mit Erfahrungen aus seiner Kindheit und insbesondere der Person des Vaters gewesen. Auf kindliche Vergehen folgte zuerst eine schmerzhafte Züchtigung und dann ein strafendes Schweigen der Eltern, bis der Missetäter bereute. Seinem Regieassistenten Vilgot Sjöman gegenüber erklärte Bergman: „Das war wirklich Gottes Schweigen“. Mit dem Tod des Vaters sei auch Gottvater gestorben: „alles, was von ihm übrig ist, ist ein toter Alter, der zweihundert Kilo wiegt.“

## Aufnahme in Deutschland
Schon vor dem Erscheinen in Deutschland wurde in der Presse berichtet, der Film habe in Schweden einen Skandal ausgelöst. Georg Ramseger fragte am 23. November 1963 in der Welt (Ausgabe Berlin): „Kunstwerk oder Pornographie?“ Als anstößig wurden der Liebesakt eines Paares, der Verkehr Annas mit einem Fremden und die Masturbationsszene der älteren Schwester angesehen.

### Einstufung als Kunstwerk
Im Dezember 1963 beschäftigte sich der Arbeitsausschuss der FSK mit dem Film. Er gab unerwartet Das Schweigen einstimmig ohne Schnitte ab 18 Jahren frei. Der Ausschuss attestierte laut Protokoll vom 10. Dezember 1963, etwas Aufgesetztes oder Spekulatives könne nicht unterstellt werden, und selbst die drei heiklen Szenen seien „von höchster künstlerischer Intensität und treffender Symbolkraft“ und würden dadurch geistig überhöht. Damit hatte die FSK zum ersten Mal in ihrer Geschichte relativ ausführliche und direkte Sexszenen zugelassen.

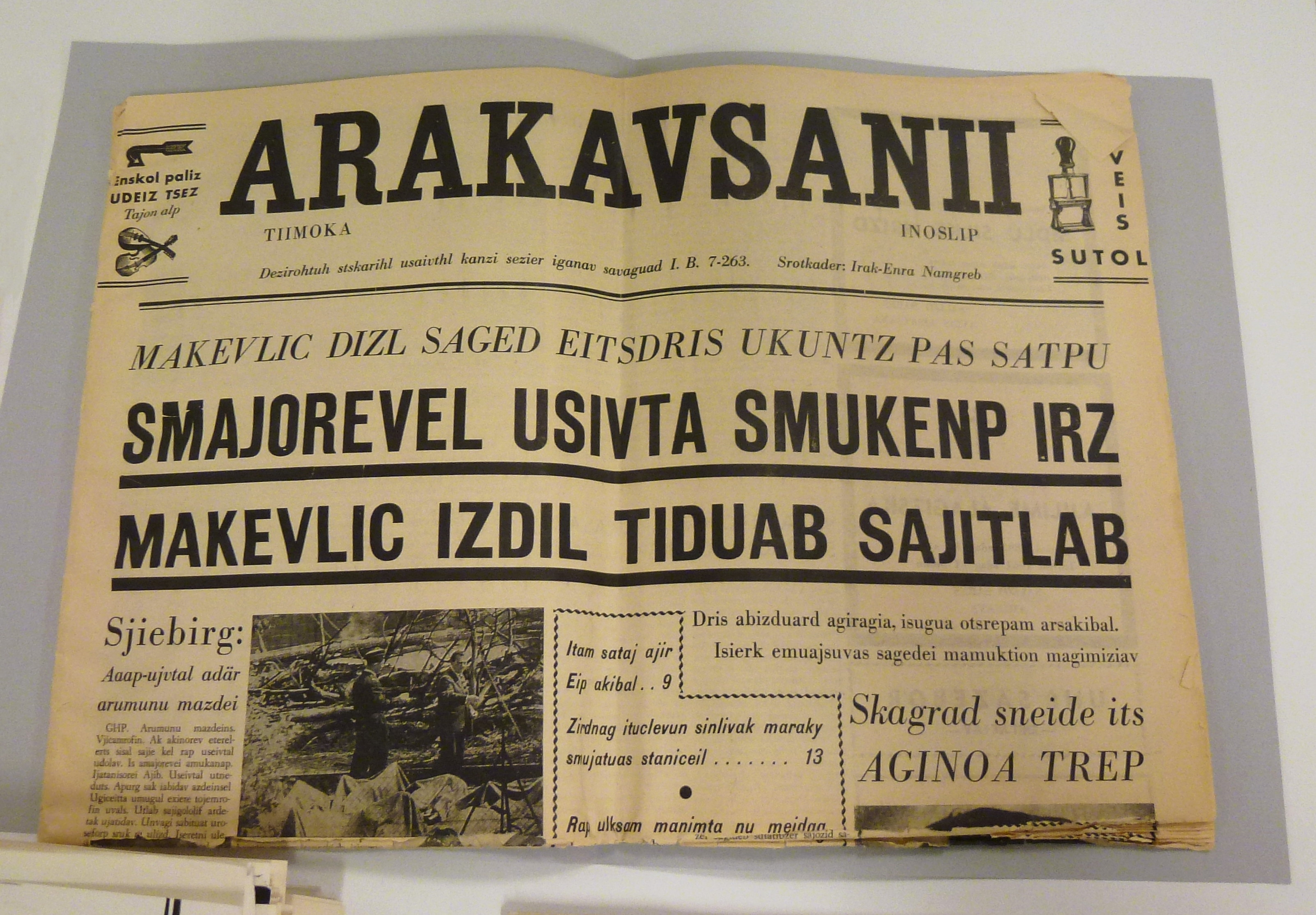
Die Zeitung in der für die Hauptfiguren wie für das Publikum unverständlichen Phantasiesprache des Reiselandes

Zur gleichen Zeit verlieh die Filmbewertungsstelle Wiesbaden dem Film das Prädikat „besonders wertvoll“. Das Protokoll vom 18. Dezember 1963 vermerkt, dass „die Beisitzer sich über den außergewöhnlich künstlerischen Rang dieses Films einig waren“. Als Das Schweigen am 24. Januar 1964 in der Bundesrepublik anlief, war auch die Filmkritik fast einhellig vom künstlerischen Rang des Werkes überzeugt.
Am 16. Februar 1964 hielt der evangelische Filmbeauftragte Hermann Gerber bei der Eröffnung der Woche des religiösen Films eine Ansprache und bezeichnete Das Schweigen, obwohl hier zum ersten Mal Tabus durchbrochen würden, als Kunst, der Film liege in einer Linie mit August Strindberg, Francisco de Goya oder Hieronymus Bosch. Die deutsche Verleihfirma ließ dementsprechend einen Vorfilm laufen, der Bergmans Film theologisch interpretierte, und auch das westdeutsche Feuilleton deutete ihn ähnlich. Selbst die Katholische Filmkommission stufte ihn nach langen Diskussionen auch in der Revisionsinstanz als „2 EE“ (Erhebliche Einwände) ein. In der Süddeutschen Zeitung erschien am 4. März 1964 ein Artikel, der sich über Kinobesucher lustig machte, die von der tiefschürfenden Aussage des Films nichts verstanden hätten.

### Ablehnende Stimmen
Marcel Reich-Ranicki kritisierte am 27. März 1964 in der Zeit das Wohlwollen für diesen Film. Er schrieb unter dem Titel „Der Heilige und seine Narren“, nun könnten Spießer und Heuchler beruhigt „einen feuchten weiblichen Busen“ betrachten und „sich aufgeilen“ lassen, „denn man hat ihnen ja erklärt, es ginge um Gott“.
Bei der zuständigen Staatsanwaltschaft in Duisburg gingen über hundert Anzeigen wegen Unzüchtigkeit gegen den Film ein, denen aber nicht nachgegangen wurde. Am 19. März 1964 fragten zwei Unionsabgeordnete im Bundestag die Bundesregierung, was sie gegen unsittliche Filme und die augenscheinliche Lockerung der Spruchpraxis des FSK unternehmen werde. Bundesinnenminister Hermann Höcherl (CSU) antwortete, die Bundesregierung wolle keine Zensurrechte in Anspruch nehmen.
Nicht zuletzt wegen dieser Zurückhaltung entstand im September 1964 in Schweinfurt die Aktion Saubere Leinwand. Im Text ihrer Petition lehnten die Initiatoren ausdrücklich Unmoral „unter dem Deckmantel der Kunst“ ab und verlangten von der FSK, ihre eigenen Grundsätze strikt einzuhalten.
Bergmans direkte, unemotionale Darstellung der Sexualität in Das Schweigen wurde öffentlich heftig diskutiert. In den Leitartikeln und Leserbriefen der Zeitungen beschrieben die Rezipienten den Film als „Höllenvision“, „Bergmans Triumph“, „moralschädliche Aufreizung“, „unantastbares Kunstwerk“ und „Pornographie“.

### Synchronisation
Die deutsche Synchronfassung entstand bei der Beta Technik Film, München unter der Synchronregie von Manfred R. Köhler, der auch das Dialogbuch schrieb.
| Rolle | Schauspieler     | Dt. Synchronstimme |
| ----- | ---------------- | ------------------ |
| Anna  | Gunnel Lindblom  | Eva Pflug          |
| Ester | Ingrid Thulin    | Eleonore Noelle    |
| Johan | Jörgen Lindström | Annemarie Wernicke |

## Kritiken
„Das Schweigen ist einer der formal expressivsten Filme Bergmans. Er ist arm an Geschehen, jedoch reich an visuellen Details.“

„Ingmar Bergman inszeniert ein Inferno der Angst, Verwirrung und Hilflosigkeit, wobei gerade das Fehlen lautstarker Katastrophen dem Film eine Aura eisiger Kälte und suggestiver Bedrohung verleiht. Die Schockwirkung einzelner Bilder und Szenenabläufe beruht weniger auf spekulativen Details, vielmehr wird die stilistische Geschlossenheit und Strenge des Films selbst zum Ausdruck allgemeiner Existenznot und universeller Entfremdung. Das in einem gottverlassenen, artifiziellen Niemandsland angesiedelte Werk Bergmans ist eine Parabel, die in ihrer Symbolfülle Raum für unterschiedliche Deutungen gibt.“

„Für die meisten Kritiker war der Film die erschütternde Vision einer Welt ohne Gott; andere sahen in ihm nur scheinbaren Tiefsinn, eine Inflation der Symbole. Besonders heftig war die Reaktion auf einige Szenen sexuellen Inhalts.“

„Erschütternde und äußerst verstörende Studie über Einsamkeit und fehlende Liebe in einer gottlosen Welt.“

## Auszeichnungen
1964 gewann Das Schweigen den erstmals verliehenen schwedischen Filmpreis Guldbagge in den Kategorien Beste Hauptdarstellerin (Ingrid Thulin), Beste Regie (Ingmar Bergman) und Bester Film. Ingrid Thulin wurde außerdem mit dem französischen Étoile de Cristal als Beste ausländische Darstellerin geehrt.